# يو إف سي 88
يو إف سي 88: اختراق (بالإنجليزية: UFC 88: Breakthrough)‏ هو حدث لفنون القتال المختلطة نظمته يو إف سي، أُقيم في 6 سبتمبر 2008، على فيليبس أرينا في أتلانتا، جورجيا، الولايات المتحدة.